# Asaph Hall
Asaph Hall (Goshen, 15 ottobre 1829 – Annapolis, 22 novembre 1907) è stato un astronomo statunitense, famoso per aver scoperto le lune di Marte (Deimos e Fobos) nel 1877.
Determinò le orbite di satelliti di altri pianeti e di stelle doppie, la rotazione di Saturno e la massa di Marte.

## Biografia
Nel 1856 Hall iniziò a lavorare all'Harvard College Observatory di Cambridge, nel Massachusetts, divenendo un esperto nel calcolo delle orbite. Hall divenne assistente astronomo allo United States Naval Observatory, a Washington nel 1862, ed entro un anno dal suo arrivo fu nominato professore.

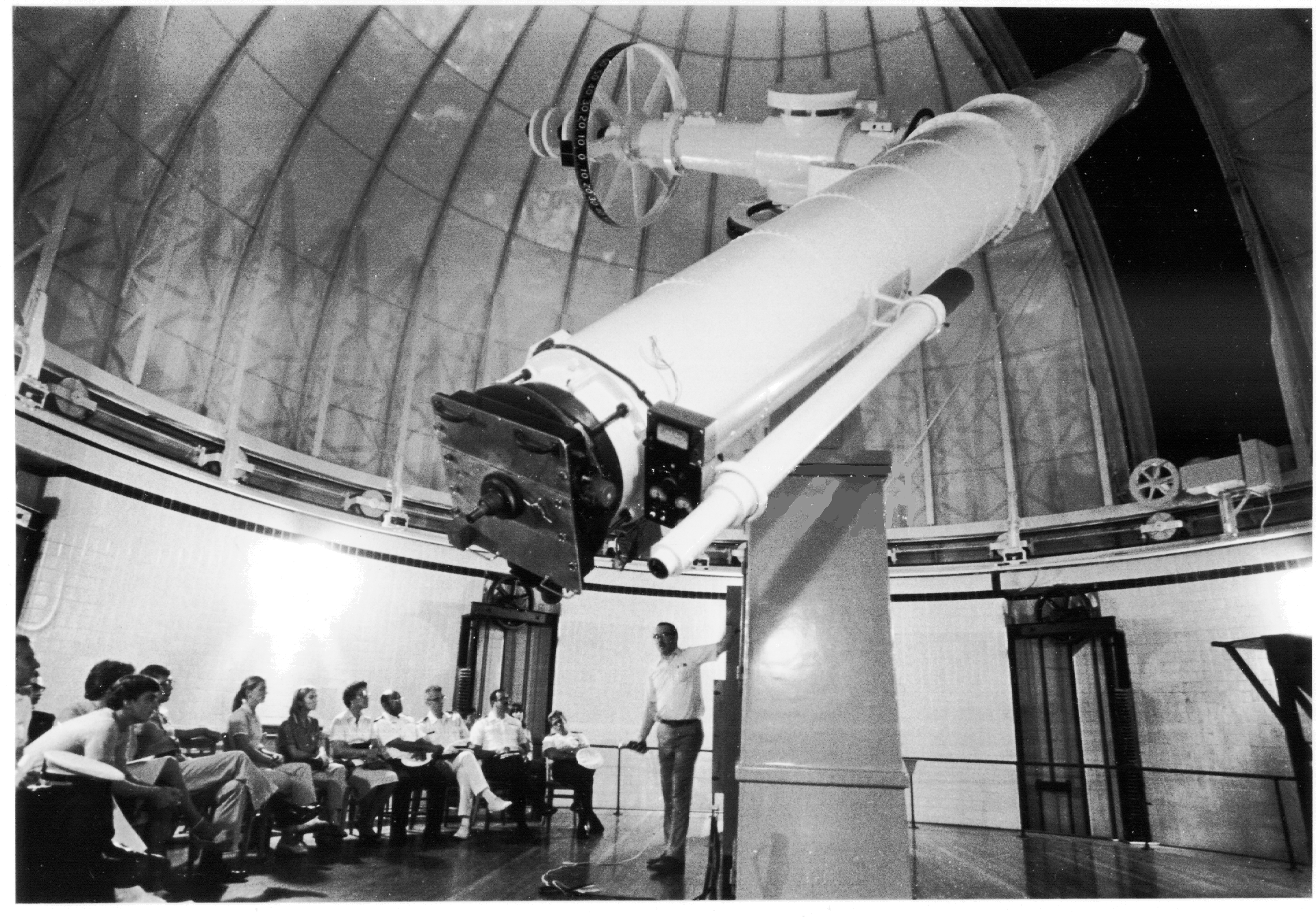
Telescopio usato da Hall per scoprire le lune di Marte

Nel 1875 Hall divenne responsabile di un telescopio da 66 cm, il più grande telescopio rifrattore esistente al mondo a quel tempo. Notò una macchia chiara su Saturno e la utilizzò per misurare il periodo di rotazione del pianeta. Nel 1884 dimostrò che Iperione, una delle lune di Saturno, mostrava un'orbita retrograda di circa 20° all'anno. Hall lavorò anche sulla parallasse stellare e sulla posizione delle stelle nell'ammasso delle Pleiadi.

## Premi e riconoscimenti
- 1878: Premio Lalande dall'Accademia francese
- 1879: Medaglia d'Oro della Royal Astronomical Society
- 1896: Cavalierato della Legion d'Onore
- Intitolazione di un cratere su Marte e uno sul satellite Phobos